# 川崎絵都夫
川崎 絵都夫（かわさき えつお、1959年 - ）は、東京都生まれの作曲家。血液型はA型。現代邦楽作品を多く手がけている。

## 略歴
父は合唱曲『山のいぶき』『大雪山』などで知られた作曲家の川崎祥悦。東京藝術大学音楽学部作曲科を卒業した後、東京交響楽団や坂本龍一の編曲（オーケストレーション）を手がけた。
現在ではクラシック音楽、合唱曲、現代邦楽、テレビ番組テーマ曲など広いジャンルの各種委嘱作品を発表しており、舞台音楽作曲家としても活動している。音楽を担当した1999年のTVドキュメンタリー「ロシアにアメリカを建てた男」は第14回世界テレビ映像祭において地球の時代賞コンクール審査員特別賞を受賞した。教育出版の音楽教科書の著作にも携わっている。

## 主な作品
- ２台のピアノのための組曲「黄昏に...」
- 筝・尺八・チェロのための「春霞の曲」
- ヴァイオリン・フルート・ピアノのための「愛と哀しみのソナタ」
- 子供の為のピアノコンチェルト「不思議の国の冒険」
- 子供の為の室内楽「わらべ唄幻想」
- 児童合唱組曲「ともだちっていいね」